# Pot Luck
Pot Luck es el decimoquinto álbum de estudio del músico y cantante estadounidense Elvis Presley, publicado por la compañía discográfica RCA Victor en junio de 1962. El álbum fue grabado en sesiones organizadas el 22 de marzo de 1961 en Radio Recorders de Hollywood y los días 25 de junio, 15 de octubre, 18 de marzo y 19 de marzo de 1962 en RCA Studio B de Nashville, Tennessee con la excepción del tema "Steppin' Out of Line" que fue originalmente grabado para las sesiones de la banda sonora de la película Blue Hawaii y que finalmente no se incluyó en el álbum de esa película.
Pot Luck es considerado hoy en día como una obra destacable que en su momento no llegó a ser valorado como se merecía, aunque pese a ello alcanzó el puesto # 1 permaneciendo en esa posición durante 6 semanas  en el Reino Unido  y el # 4 en la lista estadounidense Billboard 200. A su vez el álbum alcanzó una destacable posición el las listas de Alemania logrando acceder al puesto $ 7 y mantenerse en las listas durante unas cuatro semanas. 
La portada del álbum llevó una imagen de Elvis similar a la que tendría el sencillo "Good Luck Charm"/"Anything That's Part Of You"

## Contenido
Pot Luck está mayoritariamente dominado por el equipo compositivo de Doc Pomus y Mort Shuman, quienes escribieron las canciones "Surrender" y "(Marie's the Name) His Latest Flame". Los temas "Kiss Me Quick" y "Suspicion" fueron también extraídos del álbum como sencillos que llegaron al top 40 casi dos años después, en abril de 1964. El resto de las canciones fueron compuestos por colaboradores habituales de Presley como Don Robertson, Otis Blackwell y Paul Evans.
"That's Someone You Never Forget" fue escrita por Presley junto a Red West en memoria de su difunta madre, Gladys Presley. La canción llegó al puesto 92 de la lista Billboard Hot 100 en mayo de 1967 como cara B del sencillo "Long Legged Girl (With the Short Dress On)". Otra canción de estas sesiones compuesta por Presley y West, junto a Charlie Hodge, "You'll Be Gone", apareció también como cara B de "Do the Clam". Mientras que la canción "Steppin' Out of Line" es una pista no utilizada procedente de las sesiones de Blue Hawaii donde se incluyó el tema "Rock-A-Hula Baby" que dispone de un final similar a  "Steppin' Out of Line"  en ritmo de blues.
Aunque al igual que sus predecesores Elvis Is Back! y Something for Everybody, Pot Luck entró fácilmente en el top 10 de la lista de álbumes, y los tres fueron superados en ventas por los LPs de sus bandas sonoras G.I. Blues y Blue Hawaii, un patrón que continuó durante la década de 1960.
Las bandas sonoras tenían la ventaja de las películas como herramienta promocionales, y Tom Parker iba en contra de la práctica habitual de la industria discográfica estadounidense al negarse a incluir sencillos de éxito, lo que probablemente aumentaría las ventas. Como resultado, Presley se concentró en su carrera cinematográfica, y no volvió a grabar otro álbum que no fuese una banda sonora hasta From Elvis in Memphis.

## Reediciones
La reedición en CD del 13 de julio de 1999 alteró el orden de publicación del álbum e incluyó cinco pistas adicionales, las dos caras de un sencillo, una cara B y dos temas del álbum recopilatorio de 1965 LSP 3450, Elvis for Everyone . Las tres caras del sencillo se grabaron en las sesiones que dieron lugar al resto del álbum, el 18 y el 19 de marzo de 1962. Un sencillo tenía ambas caras compuestas por Jerry Leiber y Mike Stoller , mientras que « You'll Be Gone » se publicó como cara B en 1965.
Dada la naturaleza del LP «Elvis for Everyone» , compilado a partir de sesiones que abarcaron un período de diez años, RCA optó por no incluirlo en su programa de reediciones, añadiendo sus canciones como pistas adicionales a otros álbumes según fuera necesario. Todas las pistas adicionales se grabaron en el Estudio B de Nashville.         
Pot Luck fue reeditado por el sello Follow That Dream en 2007 en una colección de lujo de 2 discos CD que contenía el álbum original junto con numerosas tomas alternativas de las sesiones de grabación originales.

## Lista de canciones
| Cara A |                               |                                        |          |  |
| N.º    | Título                        | Escritor(es)                           | Duración |  |
| 1.     | «Kiss Me Quick»               | Doc Pomus, Mort Shuman                 | 2:46     |  |
| 2.     | «Just for Old Time Sake»      | Roy C. Bennett, Sid Tepper             | 2:08     |  |
| 3.     | «Gonna Get Back Home Somehow» | Doc Pomus, Mort Shuman                 | 2:27     |  |
| 4.     | «(Such an) Easy Question»     | Otis Blackwell, Winfield Scott         | 2:18     |  |
| 5.     | «Steppin' Out Of Line»        | Fred Wise, Ben Weisman, Dolores Fuller | 1:54     |  |
| 6.     | «I'm Yours»                   | Hal Blair, Don Robertson               | 2:21     |  |

| Cara B |                                        |                          |          |  |
| N.º    | Título                                 | Escritor(es)             | Duración |  |
| 1.     | «Something Blue»                       | Paul Evans, Al Byron     | 2:57     |  |
| 2.     | «Suspicion (canción de Elvis Presley)» | Doc Pomus, Mort Shuman   | 2:34     |  |
| 3.     | «I Feel That I've Known You Forever»   | Doc Pomus, Alan Jeffreys | 1:39     |  |
| 4.     | «Night Rider»                          | Doc Pomus, Mort Shuman   | 2:08     |  |
| 5.     | «Fountain of Love»                     | Bill Giant, Jeff Lewis   | 2:12     |  |
| 6.     | «That's Someone You Never Forget»      | Elvis Presley, Red West  | 2:47     |  |

## Personal
- Elvis Presley – voz y guitarra
- Scotty Moore – guitarra
- Hank Garland – guitarra
- Tiny Timbrell – guitarra
- Harold Bradley – guitarra
- Grady Martin – guitarra y vibráfono
- Floyd Cramer – piano y órgano
- Dudley Brooks – piano
- Gordon Stoker – piano
- Bob Moore – contrabajo
- D. J. Fontana – batería
- Buddy Harman – batería
- Millie Kirkham – coros
- The Jordanaires – coros
- Boots Randolph – saxofón

## Posición en listas
| País           | Lista                       | Posición |
| -------------- | --------------------------- | -------- |
| Alemania       | Offizielle Deutsche Charts) | 7        |
| Dinamarca      | Hitlisten                   | 7        |
| Estados Unidos | Billboard Pop Albums        | 4        |
| Reino Unido    | UK Albums Chart             | 1        |
| Estados Unidos | US Cash Box                 | 8        |